# Christos Sardzetakis
Christos Sardzetakis (gr. Χρήστος Σαρτζετάκης; ur. 6 kwietnia 1929 w Salonikach, zm. 3 lutego 2022 w Atenach) – grecki prawnik, sędzia, w latach 1985–1990 prezydent Grecji.

## Życiorys
Z wykształcenia prawnik, ukończył studia na Uniwersytecie Arystotelesa w Salonikach. Kształcił się następnie w Paryżu, specjalizując się w prawie handlowym i prawie wspólnotowym. W 1955 podjął pracę w greckim sądownictwie.
Zyskał rozpoznawalność, gdy jako sędzia śledczy prowadził postępowanie w sprawie śmierci lewicowego posła Grigorisa Lambrakisa z maja 1963. Wykazał wówczas, że polityk został zabity przez skrajnie prawicowych ekstremistów, a funkcjonariusze policji próbowali zatuszować sprawę, uznając zdarzenie za wypadek drogowy. Wydarzenia te stały się kanwą powieści Wasilisa Wasilikosa i powstałego na jej podstawie filmu Z z 1969, w którym postać wzorowaną na Christosie Sardzetakisie zagrał Jean-Louis Trintignant.
Po przewrocie wojskowym i przejęciu władzy przez juntę czarnych pułkowników został przeniesiony na niższe stanowisko sędziowskie, a w 1968 wydalony z zawodu. Dwukrotnie aresztowany, więziony przez okres około roku bez procesu i torturowany. Po upadku dyktatury powrócił w 1974 do zawodu. Został sędzią sądu apelacyjnego, a w 1982 otrzymał nominację do Sądu Kasacyjnego.
W marcu 1985 prezydent Konstandinos Karamanlis złożył urząd, gdy rządzący PASOK wycofał poparcie dla jego reelekcji. Socjaliści wysunęli wówczas kandydaturę Christosa Sardzetakisa, który został wybrany na prezydenta w trzeciej turze głosowania przy wsparciu komunistów. Urząd sprawował od 30 marca 1985 do 4 maja 1990, w trakcie jego kadencji uprawnienia wykonawcze głowy państwa z inicjatywy rządu PASOK-u zostały znacząco ograniczone.
Christos Sardzetakis był żonaty z Efi Arjiriu, miał córkę.